# Alice Upside Down
Alice Upside Down är en film från 2007, regisserad av Sandy Tung. I rollerna medverkar bland annat Alyson Stoner, Lucas Grabeel och Bridgit Mendler.

## Handling
Alice ska flytta till en helt ny stad tillsammans med sin pappa och sin storebror, Leaster. Det är svårt nog att flytta till en stad där man inte känner någon men allt visar sig bli ännu värre när Alice ska gå och köpa kläder till skolstarten. Där råkar hon av misstag öppna dörren till ett omklädningsrum där en kille i boxer-kalsonger håller på att byta om. Den killen visar sig sedan gå i hennes klass. Och inte nog med det. Hon får den värsta läraren! Och inte alls Mrs Cole som hon hoppats på. Men Alice blir överlycklig när det ska sättas upp ett skådespel för hennes årskurs. Och det är Mrs Cole som håller i det!
Alice vill provspela för rollen som prinsessan. Prinsessan har ett sångnummer (Alice och Leasters mamma har dött och hon var bra på att sjunga och Alice tror att hon ärvt rösten) men Alice är tondöv och kan inte ta en enda ton. Men Alice märker snart att hon är bättre och kan mer än vad hon tror.